# Aprionus cariflavidus
Aprionus cariflavidus är en tvåvingeart som beskrevs av Jaschhof 1998. Aprionus cariflavidus ingår i släktet Aprionus och familjen gallmyggor.
Artens utbredningsområde är Tyskland. Inga underarter finns listade i Catalogue of Life.